# Chris Lord-Alge
Chris Lord-Alge (* 1963) ist ein US-amerikanischer Toningenieur und Musikproduzent. Alben und Lieder, an denen er arbeitete, erhielten fünf Grammys und einen Emmy.

## Werdegang
Lord-Alge wuchs in New Jersey als Sohn von Vivian Lord, einer Jazz-Sängerin und Pianistin, auf. Sein Vater verkaufte Jukeboxen. Seine Brüder Tom und Jeff Lord-Alge sind ebenfalls Toningenieure.
Chris Lord-Alge begann seine Karriere als Toningenieur bei den H&L Studios in New Jersey. Später wurde er bei Unique Recording in New York City festangestellter Toningenieur, wo er ab 1984 zeitweise mit seinem Bruder Tom zusammenarbeitete. Eine seiner ersten Produktionen als für das Mixing verantwortlicher Toningenieur war das Album Gravity von James Brown aus dem Jahr 1986, welches unter anderem den Song Living in America enthält. Darauf folgten weitere erfolgreiche Produktionen, unter anderem für Joe Cocker (u. a. Unchain My Heart), Tina Turner (u. a. Foreign Affair), Bruce Springsteen (u. a. Born in the U.S.A), U2 (3 Sunrises), Green Day (u. a. American Idiot), Eric Clapton, Phil Collins, Rod Stewart, Pink, Bon Jovi, Nickelback, Céline Dion, Prince und viele weitere. Er wird als einer der renommiertesten Toningenieure der Rockmusik bezeichnet.
Ab 1988 arbeitete Lord-Alge für verschiedene Studios in Los Angeles. Seit 2008 betreibt Lord-Alge mit dem MIX LA sein eigenes Studio. Außerdem veröffentlicht er eigene Audio-Plug-ins und gibt Studiolautsprecher heraus. Selbst verwendet er überwiegend analoge Mischpulte und kaum Plugins.

## Auszeichnungen (Auswahl)
| Jahr | Preis                                              | Preisträger/Nominiert            | Resultat  | Rolle                |
| ---- | -------------------------------------------------- | -------------------------------- | --------- | -------------------- |
| 1992 | Grammy: Best Engineered Album – Non-Classical      | Out Of The Cradle                | Nominiert | Mixing               |
| 1998 | Grammy: Best Country Album                         | Faith                            | Nominiert | Mixing               |
| 2000 | Primetime Emmy Award: Tonmischung einer Musikserie | Cher Live at The MGM Grand (HBO) | Gewonnen  |                      |
| 2003 | Grammy: Best Engineered Album, Non-Classical       | Elephunk                         | Nominiert | Mixing               |
| 2005 | Grammy: Best Rock Album                            | American Idiot                   | Gewonnen  | Mixing               |
| 2005 | Grammy: Record Of The Year                         | American Idiot                   | Gewonnen  | Mixing               |
| 2005 | Grammy: Best Pop/Contemporary Gospel Album         | All Things New                   | Gewonnen  | Mixing               |
| 2005 | Grammy: Album Of The Year                          | American Idiot                   | Nominiert | Mixing               |
| 2005 | Grammy: Record Of The Year                         | Boulevard of Broken Dreams       | Nominiert | Mixing               |
| 2010 | Grammy: Best Rock Album                            | 21st Century Breakdown           | Gewonnen  | Mixing, Toningenieur |
| 2010 | Grammy: Best Musical Show Album                    | American Idiot                   | Gewonnen  | Mixing               |

Quellen: